# ژوئل شنال
ژوئل شنال (فرانسوی: Joël Chenal‎؛ زادهٔ ۱۰ اکتبر ۱۹۷۳) اسکی‌باز آلپاین اهل فرانسه است.
وی در مسابقات کشوری و بین‌المللی در مجموع برندهٔ ۱ مدال نقره شده‌است.